# サイコミステリー・シリーズ
『サイコミステリー・シリーズ』は、元気より携帯電話用アプリケーションソフトとして配信された推理アドベンチャーゲームシリーズ。

## 概要
聖書などの古典になぞらえた一連の事件の謎を主人公が解決していくというのが基本ストーリー。シリーズ化され、現在までに12作品がIモード・EZweb・Yahoo!ケータイにて発表されている。原作・総指揮は雪月K'（カラン）。Psycho.06　横浜牧師館殺人事件より、アニメーターの門之園恵美がキャラクターデザインを担当している。
2023年より、ジー・モードが展開する携帯電話アプリゲームの復刻プロジェクト「G-MODEアーカイブス」にてシリーズ作品が順次発売されている。

## 登場人物
三島 遥（みしま はるか）
声：沢城みゆき（サイコラジオドラマシリーズ）
本編の主人公。3月19日生まれ、23歳。
第二弾から登場。警視庁捜査一課の警部補でキャリア組。生まれつき少し先のことを見通す「未来視」の能力を持ち、持ち前の正義感で事件に当る。考えるより先に体が動く。捜査力と直観力は優れているが、推理力はイマイチ。父・順平の殉職を自分のせいだと思っている節があり、刑事という仕事を使命だと感じている。
恋愛話は苦手で幼馴染みの衛の事は気になっているが、恋愛感情は認めていない。最終話では衛に対しての感情を認めており、形見の指輪を返すかわりに新しい指輪をと発言している。
物語中ではディッシュ=サンから、創世記で命の木を守るためにエデンの東に置かれた「きらめく剣の炎」に喩えられる。
相田 衛（あいだ まもる）
声：緑川光（サイコラジオドラマシリーズ）
遥の幼馴染の立帝大学文学部史学科史学助士。4月7日生まれ、24歳。
幼い頃から警察官である父・鳥越の英才教育の結果、たぐいまれな推理力を持つが、母・霧香の死により決別する。また、父に対するコンプレックスから、父の話題を嫌う。
物静かだが、理屈家で社交性に欠けるため、社会適合性は低い。子どものころはいじめられがちだった。運動が苦手で引きこもりがち。
遥への恋愛感情はあるが、今の関係を崩したくないため、これ以上進める気はない。遥の未来視の使用には「人には過ぎた力」として反対する。
物語中ではディッシュ=サンから創世記で命の木を守るためにエデンの東に置かれた「ケルビム」に喩えられる。
瀬田 秀明（せた ひであき）
第一弾の主人公。生年月日・年齢不詳。
東第二高等学校2年生で「短期記憶欠落症」のため「3つの出来事」しか覚えられない。気弱でひっこみじあんだが、運命を深くとらえ悩みこむタイプで、意を決した後の意思は強い。
その正体はProject[EDEN]によって作られたディッシュ=サンの不死身のクローン人間「S-03」である。羽崎静に出会い、協力してディッシュの野望を阻止しようとする。「白馬の騎士」こと真実に、ただ一人運命を変えることができる「神の軛に縛られざる者」と称される。
物語中では創世記の「命の木」に喩えられる。
鴻神 夜斗（こうがみ やと）
第三弾の主人公。12月21日生まれ、28歳。
自称ルポライターで、記憶を失い駈針館付近の山中で倒れていた。軽いノリで誰とでもすぐ打ち解けるタイプだが、元来の皮肉屋。美女には弱い。
鬼峠村事件で被害者の娘「静」に出会う。SFS社総帥ディッシュ=サンの調査中に失踪。ディッシュ=サンにより乗り移られ、駈針館での事件で完全にディッシュに統合された。
羽生 光治（はぶ みつはる）
声：堀秀行（サイコラジオドラマシリーズ）
遥の同期で入庁した警部。7月10日生まれ、25歳。
キャリアと金持ちを鼻にかけるイヤなやつで、徹底した男尊女卑者。羽生コンツェルンの総帥である羽生典膳の次男。他人に命令する事は普通だと思っている。自分の思い通りにならない遥に、心少なからず興味をもっている。一方刑事でもないのに、事件に関わってくる衛に対しては疎ましく思うことあるが、父親にコンプレックスを抱いている点では通ずるところもある。管理型の刑事のため情報収集には長けるが、マニュアル外の対応や想定外の対応などに弱い傾向にある。兄・義治と姉・菊江（共に異母兄姉）がいる。
鳥越 潤一（とりごえ じゅんいち）
遥・羽生の直属の上司。10月17日生まれ、50歳。
天才と言われた名警視で、現在の階級は警視正。相田衛の父で、彼に捜査術を仕込んだ張本人。現在決別中。寡黙にしてガンコな所があるため、必要以上に他人の領域に踏み込まない。部下に対しては厳しいが、すべては成長を促すためのムチと割り切っている。現在は「連続嬰児絞殺事件」を契機に『警視庁捜査一課　特務捜査一係』を難事件対策ユニットとして編成し、親友の娘・遥を始め捜査術を継ぐ後継者の育成に努めている。
荻島 長介（おぎしま ちょうすけ）
遥の父順平や鳥越と同僚で現場で30年を越すベテラン刑事。通称は長さん。昔から遥の面倒をよくみており、彼女の事をハル坊と呼ぶ。
白沢の7人目の犠牲者である孫の笹原長子の復讐のために白沢や他の事件の関係者の殺害を企て、白沢の脱獄を手伝うが、最後に白沢を殺害しようとしたところを遥に説得される。
桧皮 美樹（ひわだ みき）
秀明の恋人で美竹病院の院長・桧皮郁夫の娘。8月23日生まれ、17歳。
歌手志望だが父に反対され、高校を中退し、一人暮らしを始める。現在はアルバイトをしながら渋谷のハチ公前で路上ライブを行っている。
「Three」では秀明にナイフで刺されるが、そのナイフが血糊つきのマジック用のナイフだったため気絶をしただけで済んだ。（BAD ENDの場合は本当に死ぬ）
秀明に乗り移ろうとしたディッシュらの計画を阻止し秀明を救出する。しかしその後秀明は失踪、秀明を探すため渋谷の街角で路上ライブを行い続ける中、某有名プロデューサーの目に留まりメジャーデビューを果たす。悲劇のヒロインという話題性から、デビュー1ヶ月で有名になり、大女優貴崎美登利の下での修行を条件に、冴島監督の映画「孤独に神の祝福を」の主演となった。
白沢 泰三（しらさわ たいぞう）
白沢電工社長の息子で、池袋連続幼女監禁事件の犯人。自らの欲望を満たすため次々と幼児を誘拐し、拷問の後に人形を模して惨殺した。7人目の殺害後に遥の父である三島順平刑事に追い詰められるが、逃走して人質をとり、止めに入った遥をかばった順平を刺殺した。その後、逮捕されるが当時少年であったことと父親の圧力により短期間で出所した。
出所後、連続嬰児殺害事件の捜査線上に浮かび、自宅で白沢の帰りを待っていた警官を殺害し再び逮捕された。その後、警官殺しの検証中に見張りの警官を殺害して逃亡。脱獄に協力した荻島刑事に殺害されそうになるも、遥に助けられた。その後発狂し、東京拘置所666号独房で何者かに殺害される。
京月 華奈（きょうげつ かな）
名門京月家の令嬢で、衛とはお見合いで知り合ったが、互いに付き合う気がないため、婚約は成立しなかった。その後、衛のいる立帝大学に大学院生としておしかけ、勉強をしつつ衛の手伝いをしている。幼い頃近未来アミューズメントパークの火災に遭ったことがあり火の恐怖症である。
羽崎 静（はねざき しずか）
ナゾのルポライター白銀のバイクスーツにカメラを背負って、あやしげな関西弁を話す。8月27日生まれ、23歳。
はすっぱで調子のいい性格だが、遥とは案外気が合うようで、よく事件の情報を交換したりしている。彼女自身何かを探っている。
鴻神夜斗とは鬼峠村事件で出会ったが、その後夜斗はSFS社総帥ディッシュ・サンの調査中に失踪し、彼の調べていた事件を引き継ぎ、ディッシュ=サンを調べる中、秀明に会い、協力してディッシュを追い詰めようとするが、ディッシュを誘き寄せるための計画を実行中に失踪する。「鴻神静」と名乗ることがあるが、夜斗との関係は不明。
成田 美代志（なりた みよし）
声：斉木美帆（サイコラジオドラマシリーズ）
衛の立帝大時代の先輩で、一人暮らしを始めた衛に料理を教えた女性。両親の死後大学を退学し、父の後を継いで、野中ミレニアムパークの設計責任者となる。
両親を事故に見せかけて殺害されたという疑念から代議士・野中幸人に近づくが、白馬の騎士からのメールで野中と刑事の棚岡敦の犯行だと知り、メールに従い棚岡を殺害した（野中は秘書の細井義道らに既に殺害されていた）。犯行後自首を決意するが、白馬の騎士連続殺人事件の6人目の被害者としてミレニアムパークの観覧車から転落死した。
クリス=アルバート（Chris Albert）
ロサンゼルス市警の捜査官。11月30日生まれ、26歳。
好奇心が強く、一度決めた事は納得するまでやめない粘り強い行動派。また、捜査官の父親から射撃技術を仕込まれている。ビジネスはビジネスという割り切った考え方から、父親ほど歳の離れた鳥越にでさえ堂々と意見するが、反面、不慣れな土地の鳥越を気遣って、日本語で会話をしようと努力する優しさも持つ。一方、映画や時代劇で日本語を学んだため言い回しがおかしく、間違った諺を言って鳥越につっこまれることもある。CIAのメンバーとなって、ディッシュの行方を追い日本に潜入する。
アンナ=リン=ターナー（Anna Rin Turner）
ディッシュの幼馴染であり恋人でもある精神科医。2月14日生まれ、27歳。
美竹病院に勤めていたこともあり、未来視で倒れた遥の容態を診たこともある。落ち着いた性格をしている一方、人をからかう事が好きというお茶目な所もある。
ディッシュのProject[EDEN]を手伝い、秀明を観察していた。ディッシュを秀明に乗り移らせようとして失敗し顔に大火傷を負う。駈針館では仮面の女執事アート(ART) として登場し、ディッシュと共にウイルスによって人を変異させることで進化した人類を作り出そうとするが、遥と衛により阻止されディッシュと共に谷底へ転落した。
ディッシュ=サン（Dish Sun）
気さくな物腰で誰とでもすぐ打ち解ける外資系大会社Sum From Sunの若き社長。
3年前の父・ギルト＝サンの死から会社を受け継ぎ、ITと医療部門を統括し、Project[EDEN]を発足する。行動は常に紳士的で、どんな状況であろうと、けして余裕ある態度をくずさない。名前を呼び捨てにされるのはあまり好きではないらしい。
自身のクローンを13体作り出し、その中の一人である瀬田秀明に乗り移ろうとして失敗した。（他の12体は全員死亡）その後、鴻神夜斗に乗り移った。駈針館ですべての記憶を取り戻し、ウイルスによって人を変異させることで、進化した人類を作り出そうとするが、遥と衛により阻止され、リンと共に谷底へ転落した。なお、過去に「セイラム」という偽名を名乗っており、「死屍神島」ではこの偽名を名乗る形で登場する。彼に関わった者は殺人者になる者が多いと噂される。
真実（まみ）
声：神田朱未（サイコラジオドラマシリーズ）
車椅子の少女。
口数が少なく、感情を表に出さない内気な少女。
その正体は「白馬の騎士」であり、画家・夜羽清二の二女・梗花（「Sin」に登場した桃城桂花の妹）。ディッシュの意思のもと、自らの未来視によって見た未来を変えるために連鎖殺人事件を指揮した。しかし、最後の標的である遥の殺害を秀明に阻止される。遺体も見つかったため、炎上する館の中で梁に押しつぶされて死亡したと思われたが、SFS社の電脳空間上に真実のデータが残っていた。最終的には静によりプログラムを停止された。

## 携帯アプリ作品リスト
Psycho.00　THREE－三つの記憶 －The Memory Maze－
3つの物事しか記憶できない瀬田秀明は、気がつけば恋人の桧皮美樹をナイフで刺していた。渋谷をさまよう中、彼は自分がSum From Sunの若き社長ディッシュ=サンのクローンであることを知る。
Psycho.01　Angel Cry －The Thirteen wings－
都内各所で嬰児の遺体が見つかる事件が相次いだ。断片的に未来を知る事ができる未来視の力を持つ新米刑事・三島遥も捜査に駆出される。
Psycho.02　Sin ー罪ー －A Grail Of Christ－
記憶を失ったルポライター「鴻神夜斗」は、最果ての館「駈針館」で繰り返される隠れキリシタン伝承になぞらえた殺人事件に巻き込まれる。
Psycho.03　Innocent Noise －The Blindness Sheep－
千代田区の図書館で、撲殺された死体が発見される。たまたまその場にいた「相田衛」は殺人容疑をかけられてしまう。遥は幼馴染である衛を助けるために捜査を開始する。
Psycho.04　Cold Rain －The silence of the cherubim－
降りしきる雨の中、人形を模した惨殺体が発見された。6年前の猟奇殺人と同じ殺害方法に疑問をもった遥は、過去の事件を回想しつつ一人捜査を開始する。
Psycho.05　Bloody Tears －A spiral of the fortune－
鳥越と衛との決別の元となったLAでの三年前の事件について描かれる。
Psycho.06　横浜牧師館殺人事件－悪魔は鏡に映らない－
衛はひょんなことから、お見合い相手の京月華奈に、屋敷に伝わる破魔の鏡の鑑定して欲しいと頼まれる。嫉妬のあまり遥はムリヤリ衛を連れて現地入りする。その矢先、華奈の父・容堂が殺害される。最終的に、犯人は京月家の使用人にして華奈の人でもある鳴海真二であることがわ判明する
Psycho.07　イザナミの花婿-呪われた相続-
遥の元に、二児の母となっていた高校時代の親友「由紀」から「嫁いだ家には忌まわしき言い伝えがあり、5歳になる息子が立て続けに事故に遭っているから助けて欲しい」という手紙を受け取る。遥は衛をムリヤリ連れて、由紀のいる古事記の伝承が残る籠鎚村へと向かうが、そこで殺人事件が発生する。
Psycho.08　Chain －白馬の騎士連鎖殺人事件－
黙示録にある『白馬の騎士』を名乗り、次々とその詩編をなぞらえた残虐な殺人を繰り返す殺人犯がいた。犯人である『白馬の騎士』の自殺で事件は終わったかと思われた。
Eden Episode.1　銀幕の天蓋 －孤独に神の祝福を－
映画監督「冴島信也」は口論の末に愛人の女優を殺害してしまう。彼は完成間近の自分の映画を試写会に漕ぎ着けるまで、自分の逮捕を遅延させようと企む。アプリ初の倒叙ミステリー。
Eden Episode.2　死屍神島の焔魂 －鵺の鳴く夜－
「静」からの財宝探索の依頼を受けた「衛」はその依頼を承諾し、たまたまそこに居合わせた「遥」とともに杉沢村伝説の元となった惨劇が起こったと噂される死屍神島を訪れる。財宝探索の最中、「わらべ唄」になぞらえた殺人事件が発生する。
Last Episode.　相田衛の殺人 －死が二人を別つまで－
「衛」が失踪した後、「遥」と「衛」が関わった事件の被疑者が次々と殺される事件が発生し、「衛」は犯人として警察に追われる身となってしまう。追う側の「三島遥」と逃げる側の「相田衛」の2人の視点から物語が描かれる中、シリーズの謎が全て明かされる。

## ラジオドラマ
Chain－もう一つの未来－
アプリとのクロスリンクストーリー。2008年9月30日に配信終了。

## 電子書籍
天楼閣殺人事件
元気モバイルより、2007年7月2日にiモード向けの小説として配信された。
「高級料理が食べ放題!」という言葉に負けて、三島遥は羽生のお見合いパーティに虫除けとして同行した。しかし、会場には名家の令嬢「華奈」をエスコートする「衛」の姿があった。気まずい雰囲気の中、灰かぶり姫になぞらえた脅迫状が届き、悪戯だとする主催者の思惑を嘲笑うかのように殺人事件が発生する。

## 未公開作品
鬼峠村事件2007年12月25日に原作・総指揮の雪月K'本人のコラムにてサイコ・ミステリーシリーズ終了宣言をしたので公開されることはないと思われる。